# Lijst van voetbalinterlands China - Oezbekistan (vrouwen)
Deze lijst van voetbalinterlands is een overzicht van alle officiële voetbalinterlands tussen de nationale vrouwenteams van China en Oezbekistan. De landen hebben tot nu toe acht keer tegen elkaar gespeeld.

## Wedstrijden
| № | Plaats       | Datum             | Competitie                                    | Wedstrijd           | Uitslag |
| - | ------------ | ----------------- | --------------------------------------------- | ------------------- | ------- |
| 1 | Guangzhou    | 7 december 1997   | Aziatisch kampioenschap 1997                  | China − Oezbekistan | 8 − 0   |
| 2 | Kaohsiung    | 7 december 2001   | Aziatisch kampioenschap 2001                  | China − Oezbekistan | 11 − 0  |
| 3 | Nakhon Sawan | 13 juni 2003      | Aziatisch kampioenschap 2003                  | China − Oezbekistan | 11 − 0  |
| 4 | Yongchuan    | 22 oktober 2016   | Four Nations Women's Football Tournament 2016 | China − Oezbekistan | 4 − 1   |
| 5 | Hangzhou     | 28 september 2023 | Aziatische Spelen 2022                        | Oezbekistan − China | 0 − 6   |
| 6 | Hangzhou     | 6 oktober 2023    | Aziatische Spelen 2022                        | China − Oezbekistan | 7 − 0   |
| 7 | Yongchuan    | 26 oktober 2024   | Vriendschappelijk                             | China − Oezbekistan | 3 − 0   |
| 8 | Yongchuan    | 5 april 2025      | Vriendschappelijk                             | China − Oezbekistan | 5 − 0   |

## Samenvatting
| Competitie                               | Totaal gespeeld | Winst China | Gelijk | Winst Oezbekistan | Doelsaldo China – Oezbekistan |
| ---------------------------------------- | --------------- | ----------- | ------ | ----------------- | ----------------------------- |
| Aziatisch kampioenschap                  | 3               | 3           | 0      | 0                 | 30 − 0                        |
| Aziatische Spelen                        | 2               | 2           | 0      | 0                 | 13 − 0                        |
| Four Nations Women's Football Tournament | 1               | 1           | 0      | 0                 | 4 − 1                         |
| Vriendschappelijk                        | 2               | 2           | 0      | 0                 | 8 − 0                         |
| Totaal                                   | 8               | 8           | 0      | 0                 | 55 − 1                        |